# Liste der Kulturgüter in Wangen-Brüttisellen
Die Liste der Kulturgüter in Wangen-Brüttisellen enthält alle Objekte in der Gemeinde Wangen-Brüttisellen im Kanton Zürich, die gemäss der Haager Konvention zum Schutz von Kulturgut bei bewaffneten Konflikten, dem Bundesgesetz vom 20. Juni 2014 über den Schutz der Kulturgüter bei bewaffneten Konflikten sowie der Verordnung vom 29. Oktober 2014 über den Schutz der Kulturgüter bei bewaffneten Konflikten unter Schutz stehen.
Objekte der Kategorie A sind vollständig in der Liste enthalten, Objekte der Kategorie B sind im Gemeindegebiet nicht ausgewiesen, Objekte der Kategorie C fehlen zurzeit (Stand: 1. Januar 2023). Unter übrige Baudenkmäler sind weitere geschützte Objekte zu finden, die im Verzeichnis der Objekte von überkommunaler Bedeutung der kantonalen Denkmalpflege zu finden und nicht bereits in der Liste der Kulturgüter enthalten sind.

## Kulturgüter
| Foto |                                                                                    | Objekt                                                     | Kat. | Typ | Standort                                    | Beschreibung |
| ---- | ---------------------------------------------------------------------------------- | ---------------------------------------------------------- | ---- | --- | ------------------------------------------- | ------------ |
| ja   | Datei hochladen · Wikidata zu Ehemaliges Aufnahmegebäude Zivilflugplatz (Q1934964) | Ehemaliges Aufnahmegebäude Militärflugplatz KGS-Nr.: 09066 | A    | G   | Wangen, Dübendorfstrasse 45 690544 / 251452 |              |

## Übrige Baudenkmäler
| ID              | Foto |                 | Objekt                                                                  | Kat.    | Typ | Standort                                               | Beschreibung |
| --------------- | ---- | --------------- | ----------------------------------------------------------------------- | ------- | --- | ------------------------------------------------------ | ------------ |
| 20000025        | ja   | Datei hochladen | Reformiertes Pfarrhaus                                                  | B kant. | G   | Wangen, Hegnaustrasse 36 691158 / 251586               |              |
| 20000026        | ja   | Datei hochladen | Reformiertes Pfarrhaus, Ökonomiegebäude                                 | B kant. | G   | Wangen, Hegnaustrasse 36a 691148 / 251606              |              |
| 20000037        | ja   | Datei hochladen | Reformierte Kirche                                                      | B kant. | G   | Wangen, Hegnaustrasse 27 691151 / 251655               |              |
| 20000052        |      | Datei hochladen | Trafostation Urtyp                                                      | C       | G   | Wangen, Hegnaustrasse 58 691237 / 251207               |              |
| 20000082        | ja   | Datei hochladen | Schurterhaus, ehemaliges Bauernhaus mit Postbüro                        | C       | G   | Wangen, Sennhüttestrasse 2 691113 / 251833             |              |
| 20000133        | ja   | Datei hochladen | Ehemaliges Bauernhaus                                                   | C       | G   | Wangen, Unterdorfstrasse 6 691049 / 251874             |              |
| 20000306        |      | Datei hochladen | Schulbauten Steiacher                                                   | B reg.  | G   | Brüttisellen, Schulhausstrasse 7a 690237 / 253293      |              |
| 20000511        | ja   | Datei hochladen | Militärflugplatz Dübendorf-Wangen, ehemaliges Bauernhaus                | B kant. | G   | Wangen, Dübendorfstrasse 46 690427 / 251503            |              |
| 20000521        |      | Datei hochladen | Militärflugplatz Dübendorf-Wangen, Halle 10-12 / Hangar                 | B kant. | G   | Wangen, Flugplatz Dübendorf 690986 / 251197            |              |
| 20000524        | ja   | Datei hochladen | Militärflugplatz Dübendorf-Wangen, Halle 13 / Hangar für Sportflugzeuge | B kant. | G   | Wangen, Dübendorfstrasse 47 690412 / 251415            |              |
| 200BRUNNEN00140 | ja   | Datei hochladen | Brunnen                                                                 | C       | K   | Brüttisellen, Unterdorfstrasse 18, bei 691016 / 251921 |              |

Legende: Im Wesentlichen siehe Legende der Liste der Kulturgüter von nationaler und regionaler Bedeutung, mit folgenden Ausnahmen:
- Anstelle der KGS-Nummer wird als Objekt-Identifikator (ID) die Inventarnummer im Verzeichnis der Objekte von überkommunaler Bedeutung des kantonalen Denkmalschutzamtes verwendet.
- Bei den Kategorien wird wie folgt unterschieden: B kant. = Objekt von kantonaler Bedeutung (Kanton Zürich); B reg. = Objekt von regionaler Bedeutung (Kanton Zürich).